# 1242 هـ
1242 هـ هي سنة في التقويم الهجري امتدت مقابلةً في التقويم الميلادي بين سنتي 1826 و1827.

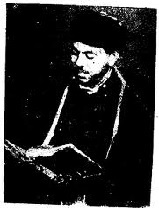
عبد الله شبر

## أحداث
- الأمام تركي بن عبد الله بن محمد بن سعود يعين ابنه فيصلا وليا للعهد[بحاجة لمصدر].

## مواليد
- لافونتي ألكنترا
- هنري كسلز كاي
- يوحنا ورتبات

## وفيات
- سعيد بن مسلط مؤسس إمارة آل يزيد الثانية والمستقلة في عسير
- عبد الله شبر
- عثمان بن سند
- محمد المغربي
- ينس لاسن رازموسن
- توفي عبد الله ابن الشيخ محمد بن عبد الوهاب في مصر بعد أن إعتقله إبراهيم باشا وأرسله هناك